# Потоківська сільська рада (Катеринопільський район)
Потоківська сільська́ ра́да — адміністративно-територіальна одиниця та орган місцевого самоврядування в Катеринопільському районі Черкаської області. Адміністративний центр — село Потоки.

## Загальні відомості
- Населення ради: 452 особи (станом на 2001 рік)

## Населені пункти
Сільській раді підпорядковані населені пункти:
- с. Потоки
- с. Кобилянка

## Склад ради
Рада складається з 14 депутатів та голови.
- Голова ради: Бойко Надія Федорівна
- Секретар ради: Яковлєва Ольга Петрівна

### Керівний склад попередніх скликань
| Прізвище, ім'я, по батькові | Основні відомості                                                                       | Дата обрання | Дата звільнення |
| --------------------------- | --------------------------------------------------------------------------------------- | ------------ | --------------- |
| Карпенко Галина Іванівна    | Сільський голова, 1953 року народження, член Народної партії                            | 26.03.2006   | 31.10.2010      |
| Бойко Надія Федорівна       | Сільський голова, 1969 року народження, освіта середня спеціальна, член Партії регіонів | 31.10.2010   |                 |

Примітка: таблиця складена за даними сайту Верховної Ради України

### Депутати
За результатами місцевих виборів 2010 року депутатами ради стали:

#### За суб'єктами висування
| Суб'єкт висування | Кількість обраних депутатів | %    |
| ----------------- | --------------------------- | ---- |
| Самовисування     | 13                          | 92,9 |
| Народна партія    | 1                           | 7,1  |

#### За округами
| № округу       | Прізвище, ім'я, по батькові  | Дата визнання обраним | Освіта             | Партійна приналежність                        | Відомості про обраного депутата          |
| -------------- | ---------------------------- | --------------------- | ------------------ | --------------------------------------------- | ---------------------------------------- |
| Народна Партія |                              |                       |                    |                                               |                                          |
| 3              | Опалім Ольга Володимирівна   | 01.11.2010            | середня            | член Народної партії                          | Стов ім. Шевченка, різноробоча           |
| Самовисування  |                              |                       |                    |                                               |                                          |
| 1              | Пастушенко Віталій Якович    | 01.11.2010            | середня спеціальна | член Партії регіонів                          | СТОВ.ім. Шевченка, шофер                 |
| 2              | Крамар Надія Іванівна        | 01.11.2010            | середня спеціальна | член Всеукраїнського об'єднання «Батьківщина» | Сільський будинок культури, директор СБК |
| 4              | Марченко Наталія Миколаївна  | 01.11.2010            | середня спеціальна | член Партії регіонів                          | СТОВ ім. Шевченка, різноробоча           |
| 5              | Батракова Валентина Петрівна | 01.11.2010            | середня спеціальна | позапартійна                                  | тимчасово не працює                      |
| 6              | Кошолап Василь Євгенович     | 01.11.2010            | середня спеціальна | член Партії регіонів                          | СТОВ ім. Шевченка, механізатор           |
| 7              | Марченко Раїса Леонідівна    | 01.11.2010            | середня спеціальна | член Партії регіонів                          | тимчасово не працює                      |
| 8              | Бакрін Олена Миколаївна      | 26.12.2010            | середня            | позапартійна                                  | СТОВ ім. Шевченка, різноробоча           |
| 9              | Яковлєва Ольга Петрівна      | 01.11.2010            | вища               | член Партії регіонів                          | Дитячий садок, вихователь                |
| 10             | Заблоцька Олена Василівна    | 01.11.2010            | середня            | член Політичної партії «Наша Україна»         | СТОВ ім. Шевченка, різноробоча           |
| 11             | Світлик Тамара Володимирівна | 01.11.2010            | середня            | позапартійна                                  | тимчасово не працює                      |
| 12             | Цимбалош Магда Іванівна      | 01.11.2010            | середня            | член Партії регіонів                          | СТОВ ім. Шевченка, різноробоча           |
| 13             | Горшкова Надія Іванівна      | 01.11.2010            | середня            | член Партії регіонів                          | пенсіонер                                |
| 14             | Дишлюк Ольга Василівна       | 01.11.2010            | середня спеціальна | член Партії регіонів                          | Зав.бібліотекою, бібліотекар             |